# Le Grillon du foyer (nouvelle)
Pour les articles homonymes, voir Le Grillon du foyer.
Le Grillon du foyer (titre original : The Cricket on the Hearth. A Fairy Tale of Home) est un roman court de Charles Dickens paru en Angleterre le 20 décembre 1845. C'est le troisième des cinq contes de Noël de Dickens, les autres étant : Un chant de Noël (A Christmas Carol, 1843), The Chimes (1844), La Bataille de la vie (The Battle of Life, 1846), The Haunted Man and the Ghost's Bargain (1848) ; c'est aussi l'un des plus populaires.

## Résumé
John Peerybingle, un coursier pauvre, mari dévoué et affectueux, vit avec sa jeune épouse Dot, femme aimante, son bébé (un garçon) et la nurse, Tilly. Un grillon stridule dans le foyer, ce qui est considéré comme un porte-bonheur, car « chacun sait qu'un grillon de cheminée porte bonheur à une maison ». Un jour, un vieil inconnu mystérieux rend visite à la famille, qui l'héberge pour quelques jours.
Leur voisin, l'avare M. Tackleton, emploie dans son atelier de jouets le pauvre Caleb, qui a une fille aveugle, Bertha, et un fils, Edward, parti en Amérique du Sud, dont on n'a plus de nouvelles et dont on pense qu'il est mort. Tackleton est sur le point d'épouser May, la promise d'Edward, bien qu'elle ne l'aime pas et songe toujours à son soupirant disparu.
Le grillon du foyer s'arrête de striduler et une atmosphère lourde semble peser sur la maison de John et Dot. Tackleton croit que Dot a trompé son mari John et il fait voir à celui-ci en cachette comment elle prend dans ses bras leur mystérieux pensionnaire ; celui-ci apparaît, sous son déguisement, bien plus jeune qu'il ne veut le faire croire. John est anéanti car il aime profondément sa femme. Après mûre réflexion, il se résout à faire annuler leur contrat de mariage et songe même à tuer l'inconnu.
À la fin, on apprend que le mystérieux pensionnaire n'est autre qu'Edward, revenu incognito des Amériques. Dot peut alors prouver qu'elle a toujours été fidèle à son mari, et Edward épouser May avant la date programmée pour son mariage avec Tackleton. Ce dernier, ému par l'esprit de fête qui règne, ne s'oppose pas à l'union des deux tourtereaux. Et le grillon se remet à striduler.

## Adaptations
(liste non exhaustive)
Au cinéma
- 1909 : Le Grillon du foyer, de David Wark Griffith.
- 1922 : Le Grillon du foyer, de Jean Manoussi.
- 1933 : Le Grillon du foyer, de Robert Boudrioz.

Au théâtre
- Adapté par Ludovic de Francmesnil (1832-1930), Le Grillon du foyer, comédie en 3 actes, 1905, musique de scène : Jules Massenet (1842-1912).

- Adapté par Albert Richard Smith. A servi de base à deux opéras.

## Éditions françaises
- 1847 : Les Contes de Noël (recueil), par Charles Dickens, traduits de l'anglais par Mme Louise Swanton Belloc ; Paris : J. Renouard, 2 vol. in-18. Comprend : I. Le Grillon du foyer. Les Ombres de Noël ; II. Le Carillon du Nouvel an. La Vie est un combat, Victoire du cœur. (BNF 30340180) Lire en ligne sur Gallica.

- 1853 : Le Grillon du foyer de Charles Dickens. Traduit par Ferdinand Colincamp ; Paris : Librairie Hachette, collection « Bibliothèque des chemins de fer », 166 p. (BNF 30340241).

## Source
- (en) Frederic G. Kitton : The Minor Writings of Charles Dickens, 1900 ; Londres : Elliot Stock.